# Microtus thomasi
Microtus thomasi là một loài động vật có vú trong họ Cricetidae, bộ Gặm nhấm. Loài này được Barrett-Hamilton mô tả năm 1903.